# ايفوغايو
ايفوغايو (بالإنجليزية: Ifugao)‏ هي محافظة تقع في الفلبين في Cordillera Administrative Region. يقدر عدد سكانها بـ 191,078 نسمة ومساحتها 2,628.21 كم2 .